# Chiesa di Santa Maria delle Grazie (San Giovanni in Fiore)
La chiesa di Santa Maria delle Grazie è una delle più importanti chiese della città di San Giovanni in Fiore, essendo il secondo edificio religioso per dimensioni, nonché il secondo edificio di culto realizzato nella cittadina florense.
La sua importanza è riconosciuta anche dall'esser la chiesa madre della città, affacciandosi, inoltre sull'antica piazza cittadina intitolata all'abate Gioacchino da Fiore.

## Storia

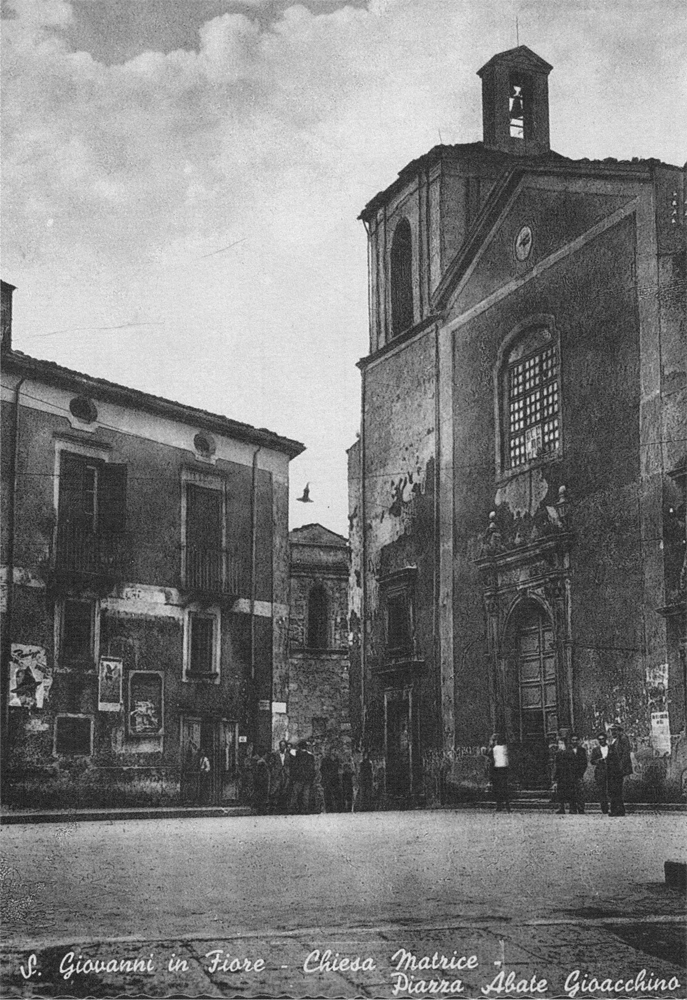
Cartolina anni quaranta

La storia della chiesa è correlata ed intrecciata alla storia della città. La sua fondazione si fa risalire al periodo della nascita della città civica di San Giovanni in Fiore, quando all'allora abate Salvatore Rota, venne concesso la costituzione di una "fondazione universitaria" (città) nei territori della Sila abbadiale. La nascita della chiesa è fatta risalire a qualche anno prima dell'istituzione civica, quando l'abate iniziò l'opera di realizzazione della chiesa poiché ritenuto necessario, anche in conseguenza del degrado in cui stava versando l'abbazia in quel periodo.
Salvatore Rota, inoltre, fece coincidere la costruzione della Chiesa con il primo intervento urbanistico della nuova città. È infatti di quel periodo la realizzazione del primo asse “stradale” sterrato (sielica), che partendo dall'abbazia, proseguiva salendo verso il costone ove ora si trova l'attuale rione Curtigliu, aprendosi poi in uno spiazzo centrale, divenuto poi l'attuale piazza Abate Gioacchino, ed trasformando così l'area dove realizzare il nuovo edificio religioso.
La storia della chiesa di Santa Maria delle Grazie, è suddivisibile in tre periodi architettonici diversi:
- il primo risale alla data della sua costruzione (intorno al 1530), quando la chiesa venne edificata in ridotte dimensioni; la primordiale chiesa era ad un'unica navata. Coincide in questo periodo la perimetrazione dell'area che sarebbe diventata in seguito la piazza antistante, utilizzata, però, in quel periodo a mo' di orto;
- il secondo periodo, risalente a metà Seicento circa, coincide con il primo ampliamento della chiesa, che oltre alla navata centrale, presentava una navatella laterale posta sul lato sud[1]; la chiesa era però, ancora di ridotte dimensioni, tant'è che si ritenne necessario il suo abbattimento e il completo rifacimento, con un edificio molto più grande ed ospitale, per poter accontentare la richiesta della popolazione, in un periodo di forte aumento demografico della città;
- il terzo periodo è quello Barocco, e dunque, quello della completa demolizione e ricostruzione della chiesa nelle forma attuali a tre navate, realizzazione che fu intrapresa dall'abate commendatario Giacomo Filomarino, e terminata nel 1770[2]

## Architettura

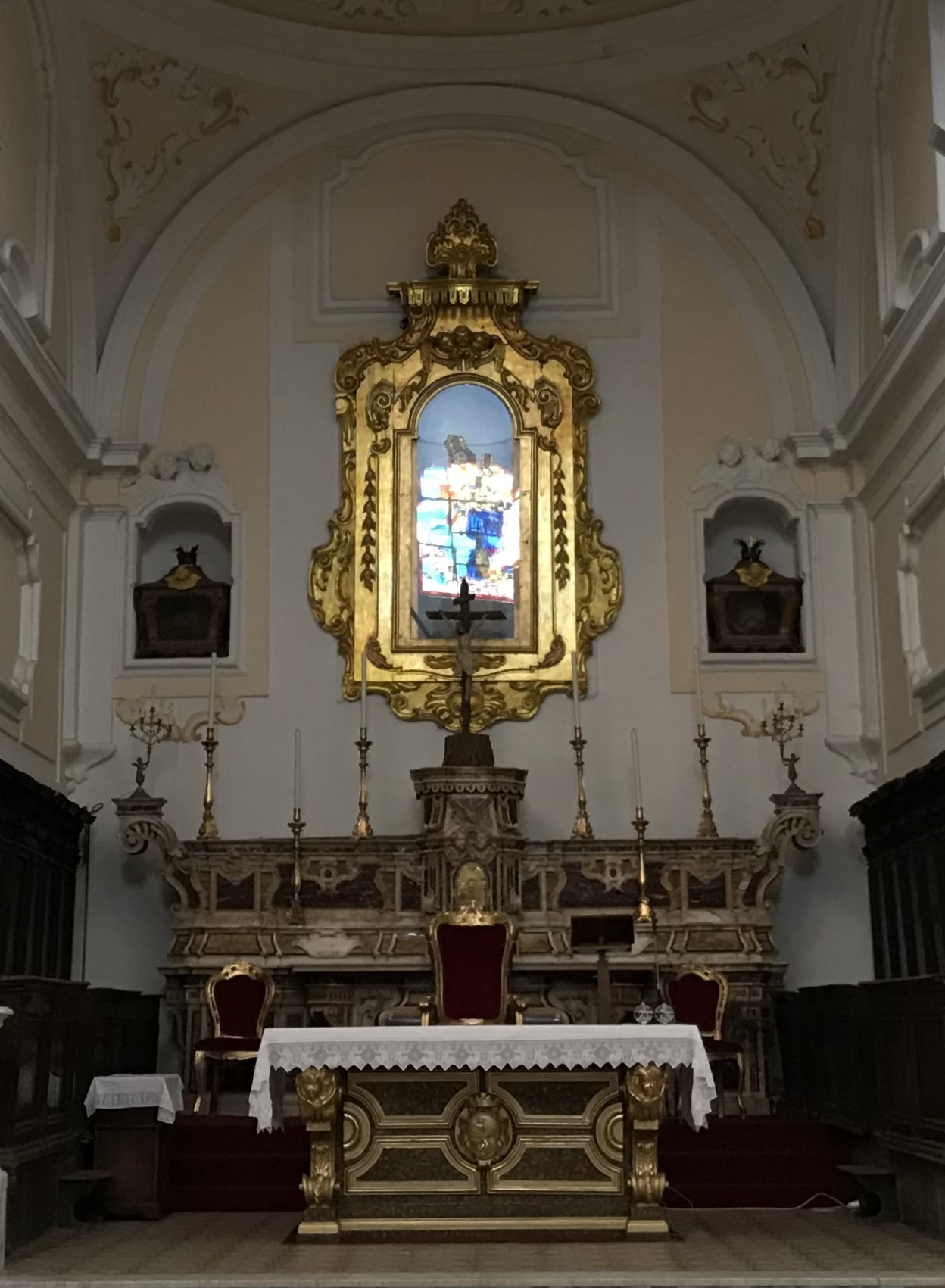
Altare

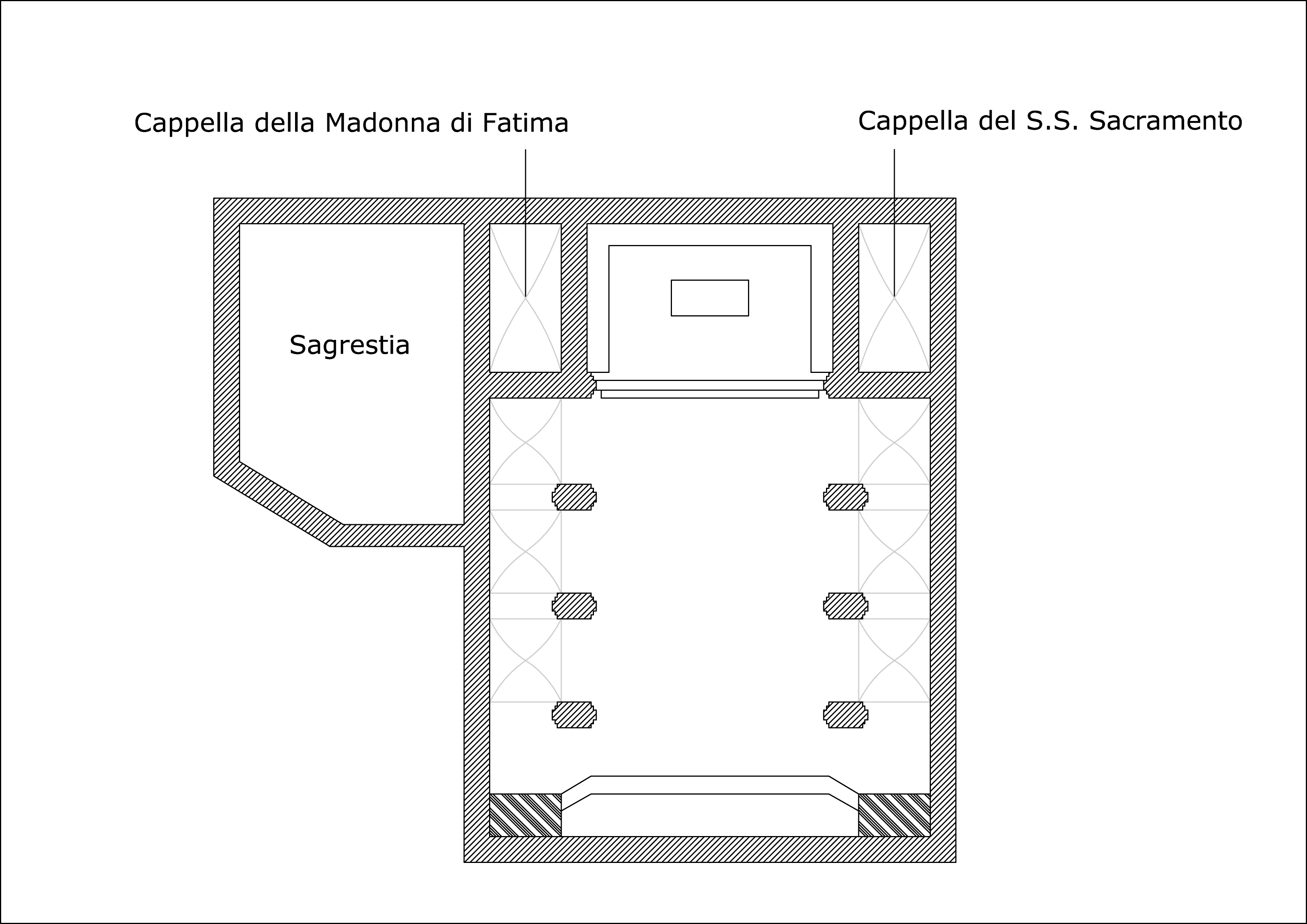
Planimetria della chiesa

La chiesa attuale è a tre navate, con tre ingressi posti sulla facciata principale, mentre un quarto ingresso è sito in fondo la navata destra, dando accesso al vicolo laterale che porta a via Florens. Il portale principale è in stile barocco con elementi del Rinascimento, in pietra arenaria sormontato da un arco a tutto sesto. È decorato ai lati delle colonne, con teste di leone, puttini e araldi. Gli altri due ingressi, utilizzati un tempo, in occasione di messe o feste particolari e di nicchia da svolgere nelle navate laterali, sono sormontate da due finestre uguali e parallele, che hannlo funzione tipicamente decorativa, donando un aspetto più ricco alla facciata. Anche gli ingressi laterali presentano portali in pietra arenaria di forma rettangolare.
L'interno, come abbiamo già detto è a tre navate, e si presenta in stile barocco, barocco tipico calabrese-napoletano, con stili ed elementi architettonici presenti anche in altre chiese della Regione. Le navate sono divise da colonne sormontate da capitelli e decorazioni, colonnati formati da tre archi a tutto sesto. Ogni navata laterale presenta tre piccoli altari, la cui area ha un soffitto a forma di piccola volta a padiglione. Sopra ogni altare vi è un ampio finestrone semicircolare per l'illuminazione delle navate. Il pavimento è in marmo, materiale utilizzato per la maggior parte delle decorazioni artistiche della chiesa. Pur non avendo una vera e propria cupola visibile anche dall'esterno, al proprio interno la chiesa presenta un sottotetto cupolare posto sopra l'altare centrale. La cupola, a sua volta, è formata da varie cornici le quali avrebbero dovuto ospitare affreschi o dipinti, ma che si presentano vacanti.
La chiesa di Santa Maria delle Grazie, presenta numerose opere d'arte, molte delle quali donate alla chiesa dalle famiglie nobili del tempo, in particolare, dalla famiglia Benincasa. Nonostante sia ricca di elementi, dopo il completo rifacimenteo del 1770, l'edificio avrebbe dovuto ospitare molte più opere, tele e soprattutto pale d'altare o lignea, di quelle attualmente presenti. Vi sono infatti numerose cornici barocche presenti fra le mura della chiesa, che avrebbero dovuto contenere le eventuali opere realizzate, ma molte di queste risultano attualmente vacanti. Una delle tante ragioni alla quale si fa risalire il mancato completamento artistico della chiesa, sarebbero i rapporti non idilliaci fra la classe politica e nobiliare del luogo e quella ecclesiastica, contrasti riaffiorati nel periodo che va fra la fine del Settecento e gli inizi dell'Ottocento.

### Navata centrale e coro

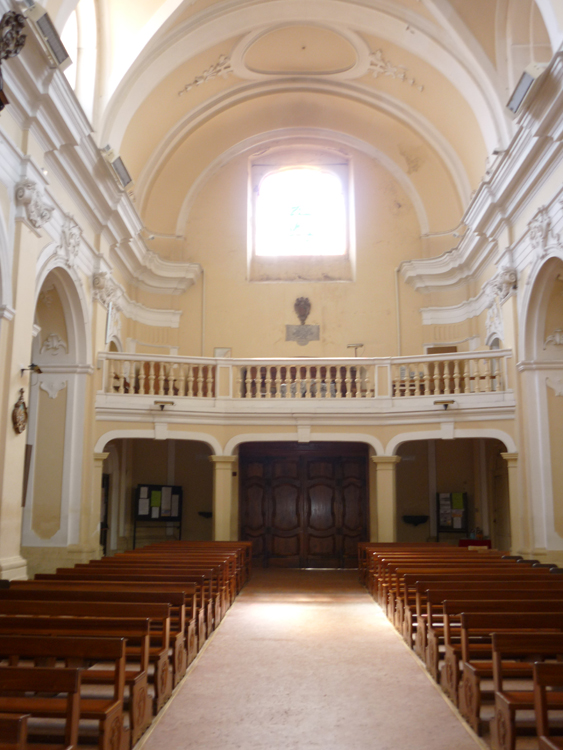
Il Coro

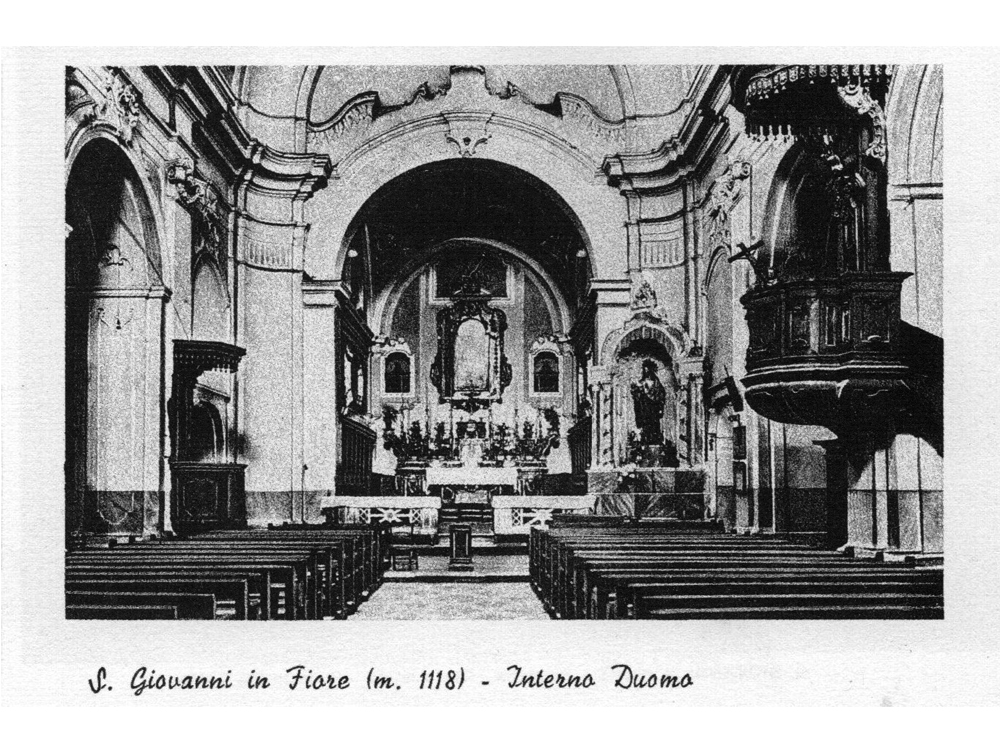
Cartolina anni cinquanta

La navata centrale, che accoglie i banchi per la celebrazione eucaristica, termina nell'altare centrale dietro al quale è posta la nicchia contenente la statua della Madonna delle Grazie. L'altare maggiore in marmo rosa, è dedicato alla “Vergine Santissima delle Grazie”, decorato con inserti in marmo policromi, realizzazione fatta risalire ad artisti veneziani. L'altare è poi arredato ai lati da un coro ligneo a sedici stalli, tutto in noce, con elementi di grifoni, mentre la nicchia contenente la statua, è una vetrina con cornice barocca, tutto opera di artisti napoletani. Lo spazio dell'altare, come gli altari delle cappelle laterali, sarebbero opere, oltre che di maestri veneziani, in parte anche di maestri scalpellini dell'antica scuola di Mormanno. Tutta la chiesa, infatti, accoglie elementi stilistici ed architettonici presenti nei centri urbani del basso Pollino, ed in particolare del territorio di Mormanno. Lo stesso stile infatti architettonico, lo si trova anche nelle chiese della cittadina di Morano Calabro.
Al coro, posto sopra l'ingresso, vi si accede da una scalinata sita a sinistra vicino all'ingresso. Il coro, ospitante l'organo, è illuminato dal grande finestrone al centro della facciata principale. Questo finestrone, fatto realizzare durante l'ultimo restauro della chiesa (anni ottanta), raffigura perfettamente la statua della Madonna delle Grazie posta dietro l'altare. La navata centrale ha un sottotetto a forma di volta a botte, con cornice barocca, anch'essa vacante, e che avrebbe dovuto ospitare una grande pala lignea, mentre l'illuminazione della stessa è garantita da sei finestroni posti in alto, tre a destra e altrettanti a sinistra.

### Navata sinistra

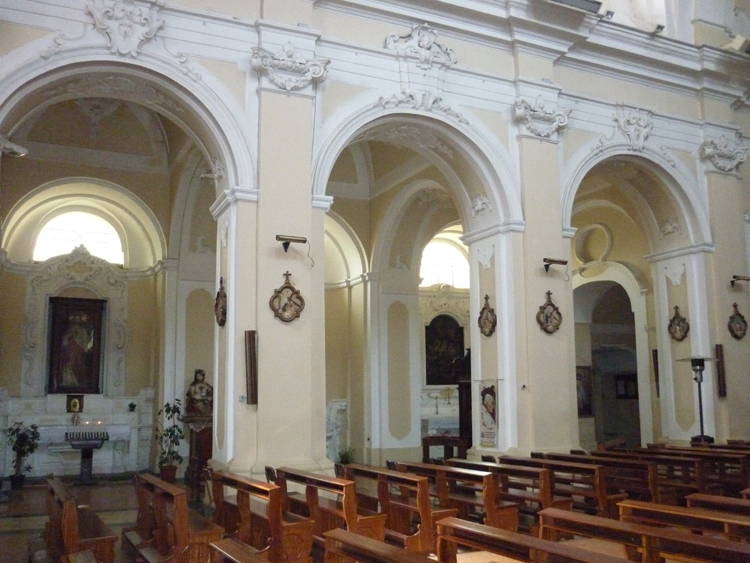
Navata laterale sinistra

Cappella votiva dedicata alla Madonna di Fátima contenente la replica della statua. Vi si trovano posto altri reliquari di pregevole fattura, paramenti sacri e dipinti. La cappella, presenta un tetto decorato in stile veneziano, mentre le pareti sono in marmo rosa. Al centro è posto un altare, sempre in marmo rosa con intarsi policromi, opera di artigiani del Settecento. La cappella è sta restaurata di recente e contiene numerose altre statue nonché altri dipinti oggetti di restauro.
La navata sinistra che termina nella cappella dedicata alla “Madonna di Fatima”, presenta tre piccoli altari, utilizzati dai sacerdoti ed abati del tempo, per celebrazioni particolari, specie di nicchia per le nobili famiglie del paese. Ogni altare ha una propria area, ed un tetto a volta a padiglione. I tre altari si presentano così:
- il primo altare è sormontato dalla nicchia contenente la statua in legno di Gesù morto e risorto;
- il secondo altare è sormontato da una pala lignea raffigurante la Madonna con il bambino e santi;
- il terzo altare è anch'esso sormontato da una pala lignea raffigurante La Madonna, Gesù bambino e san Giuseppe;

Gli altari, per il resto, sono tutti di scarso valore artistico e architettonico, presentando semplici mantature in marmo bianco, poco decorate ed ornate. Le nicchie contenenti le statue o le pale lignee, invece, hanno decorazioni artistiche in barocco, con elementi di foglie. Altre opere di rilievo nella navata sinistra, sono crocifisso in legno del 1800, e un busto ligneo del Settecento, opera di artigiani locali.

### Navata destra

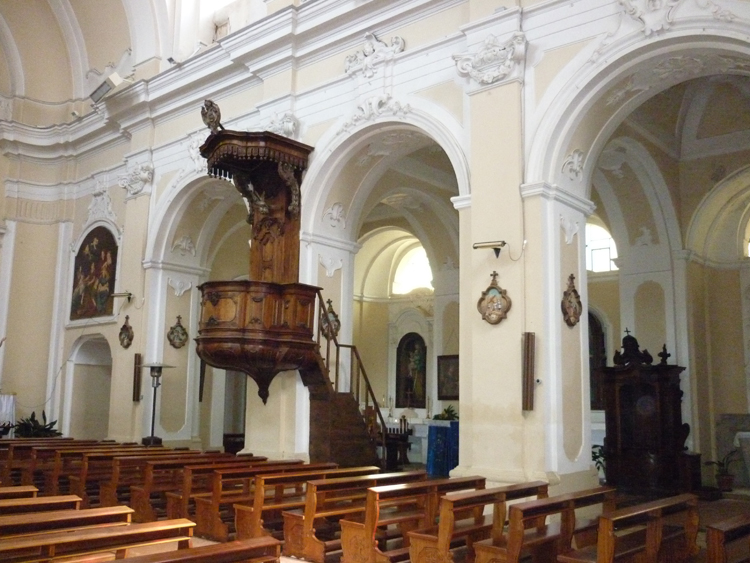
Navata laterale destra

Questa cappella, è anche conosciuta come la “cappella di san Francesco Saverio”, la cui statua è posta sopra l'altare. Lo stesso altare, riprende lo stile degli altri altari della chiesa, con elementi in marmo rosa ed intagli in marmo policromi. Le decorazioni artistiche, le tele e le statue della cappella, sono opere donate dalla famiglia Benincasa, il cui blasone orna la cappella. La cappella presenta tele, poste ai lati dell'altare, e lungo le mura perimetrali, oltre a due nicchie contenenti altre due statue di santi.
La navata di destra che termina nella cappella del "Santissimo Sacramento", come la precedente, presenta tre piccoli altari di scarso valore storico – artistico, e alcune opere. Come per l'altra navata laterale, anche in questa ogni altare ha una propria area, ed un tetto a volta a padiglione. Gli altari:
- il primo altare venne convertito in sepolcro alla fine dell'Ottocento, conservando le spoglie della beata Isabella Pizzi, monaca sangiovannese in odore di santità, morta il 23 febbraio 1873; sopra l'altare vi è posta la prima delle tre pale lignee esposte nella chiesa, raffigurante "L'adorazione Magi";
- il secondo altare è sormontato dalla nicchia contenente la statua in legno dell'Immacolata;
- il terzo altare è sormontato dalla nicchia contenente la statua di san Giuseppe.

La statua di san Giuseppe, come per'altro quella del Gesù risorto, si fa risalire ad un artista appartenente agli “Ottavi”, famiglia di ebanisti del luogo che ben hanno operato tra la fine dell'Ottocento e l'inizio del Novecento in tutta la provincia. Un'altra opera di rilievo, sempre realizzata dagli "Ottavi", è il “Gesù morto”, opera risalente ai primi anni del secolo scorso.

### Sagrestia e pale lignee
Alla sagrestia si accede da una porta posta in fondo a sinistra della navata sinistra. La sagrestia è di pregevole fattura, completamente rivestita da una stagliatura lignea scolpita, con elementi intagliati nel legno, in stile barocco, tutto opera dell'artista Domenico Pasquale Maso. La sagrestia contiene anche una delle opere pittoriche principali di tutta la città. Sul soffitto infatti, vi si trova una tela di metà Ottocento, raffigurante il battesimo dell'abate Gioacchino da Fiore, ad opera di san Giovanni Battista, opera conosciuta anche con la nomea de L'apparizione di san Giovanni Battista a Gioacchino da Fiore. Nella tela è raffigurata anche l'abbazia florense, in uno stato diverso da quello attuale. L'opera si fa risalire ad un autore anonimo della provincia cosentina.
Le pale lignee, invece, provengono tutte dall'abbazia florense, opere commissionati dai vari abati succedutesi durante la gestione dell'abbazia florense. Sono opere risalenti al 1700, da pittori provinciali, molto attivi in quel periodo in tutta la cittadina silana.
|  |  |  |  |

## Altre opere

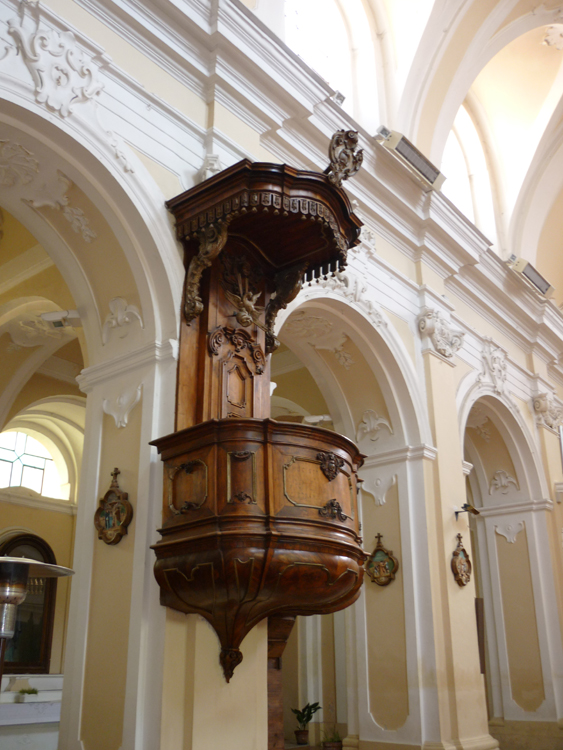
Pulpito del Settecento

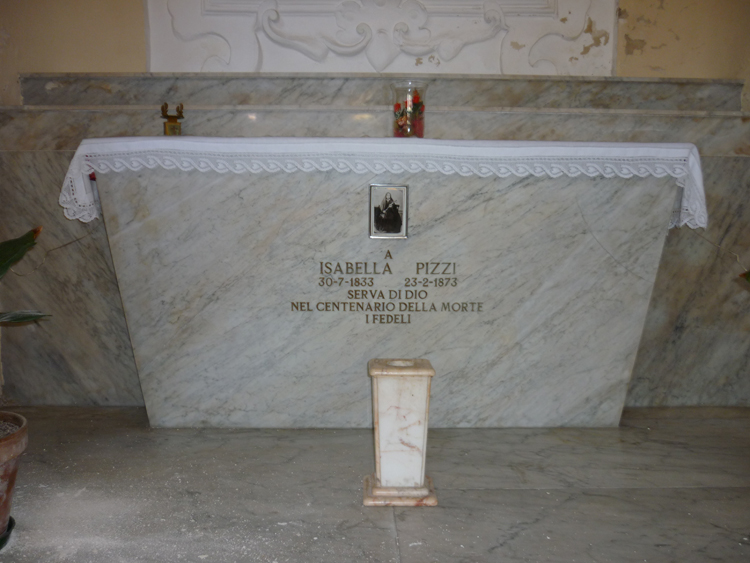
Sepolcro di Isabella Pizzi

La chiesa custodisce numerosi paramenti sacri, alcuni citati. Oltre alle statue e alle tele, vi sono calici in argento, ostensori, sempre in argento argenteria varia di periodo seicento – settecentesco, antifonari pergamentacei decorati da frate Gioacchino Buongiovanni risalenti al 1776. Prezioso è il fonte battesimale scolpito in pietra granitica del 1720, così come il battistero barocco scolpito in legno di noce, e il pulpito sempre in legno di noce, del 1794. Presenti anche alcune mitrie, in pregevole tessuto cotone-seta e delle pianete in raso, tutti finemente decorati. La maggior parte di queste reliquie provengono dall'abbazia florense, donazioni fatte dai vari abati succedutisi. La gran quantità di tali reliquie, di tele e di statue, sono oggetto a vaglio per una possibile realizzazione di un “Museo di arte sacra" da ospitare in una stanza dell'Abbazia Florense, o per lo meno di una collocazione nel museo cittadino, attraverso una apposito settore ad essi dedicato.

## Galleria d'immagini

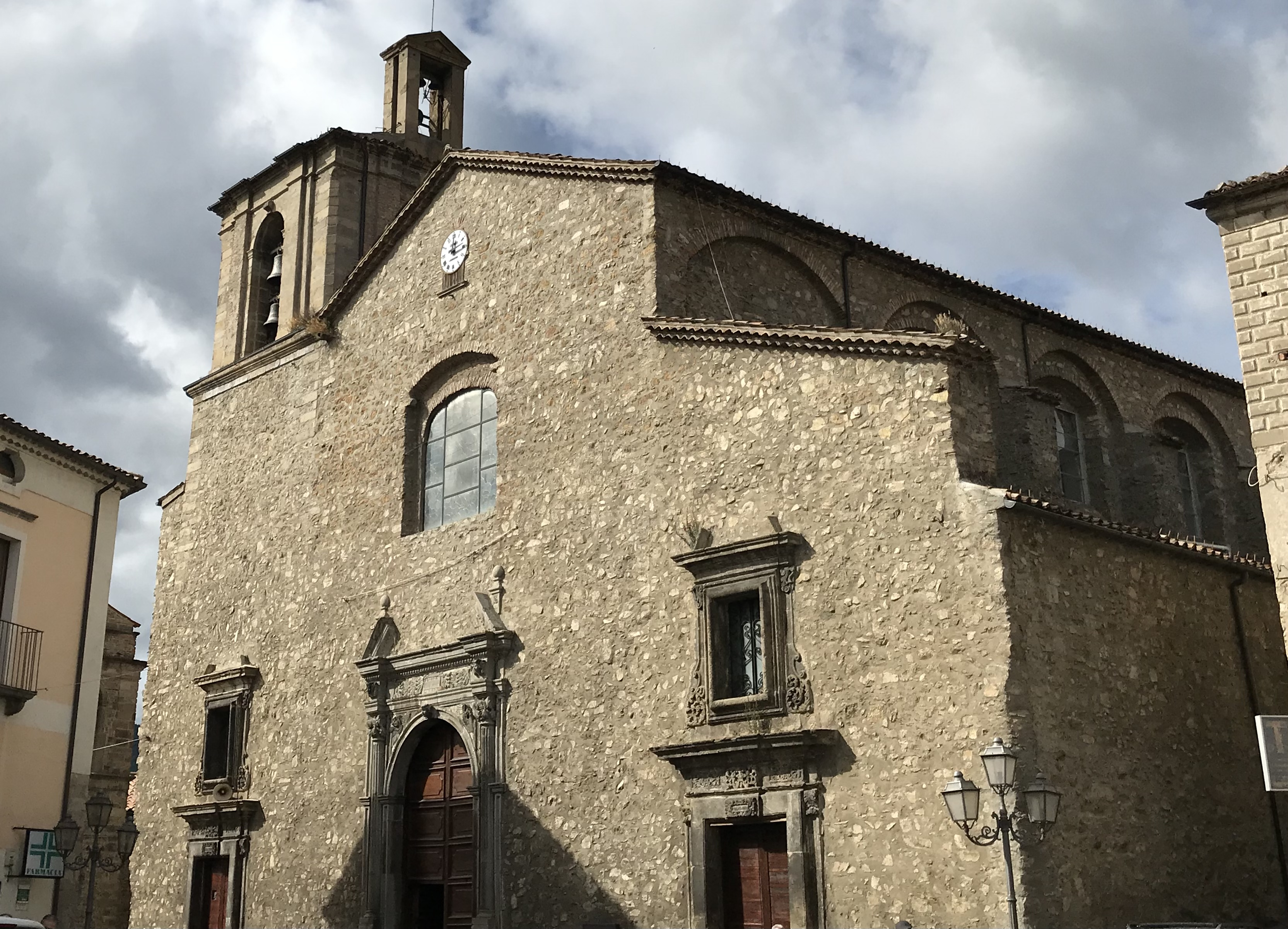
Facciata
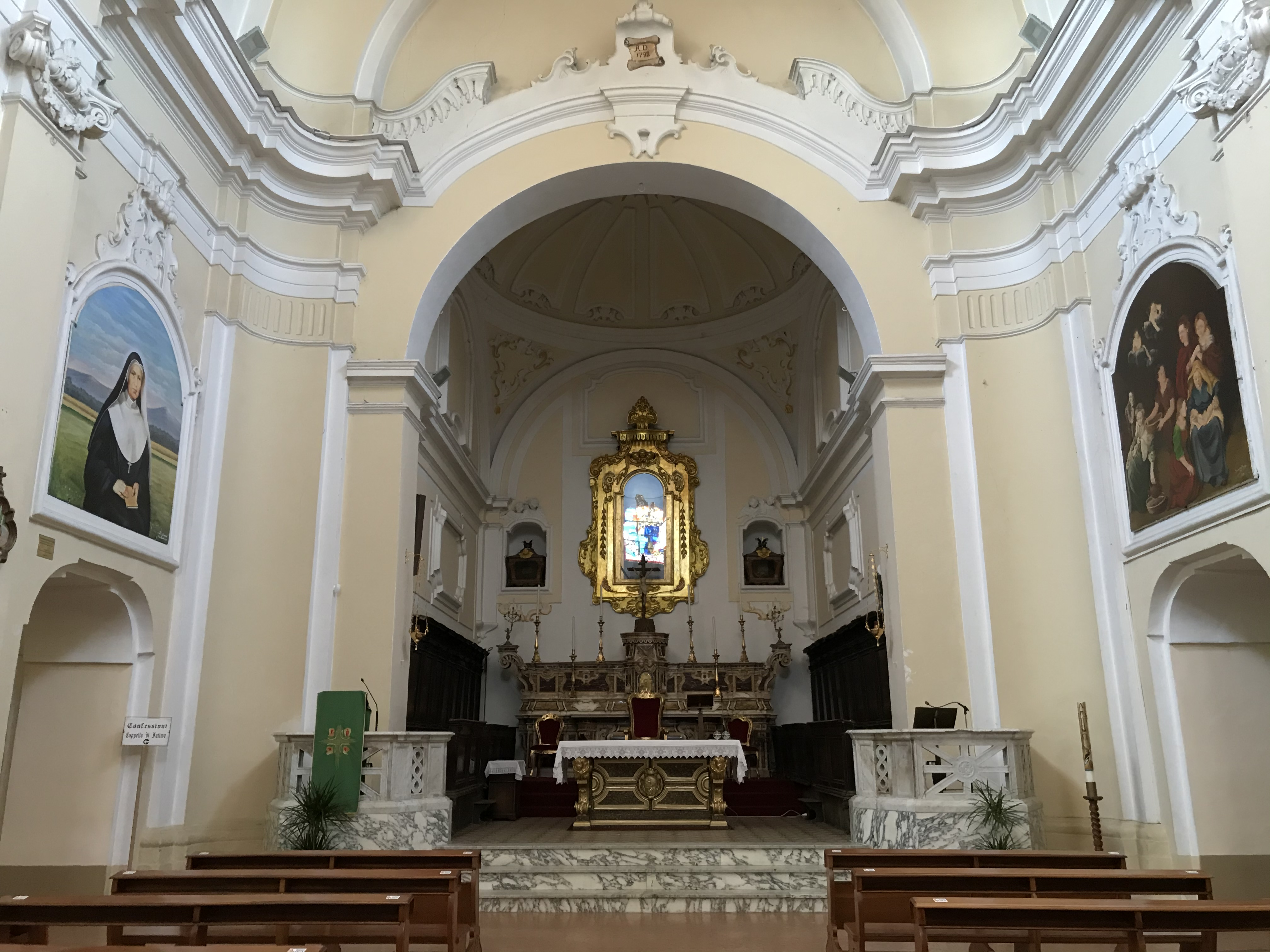
Interno attuale
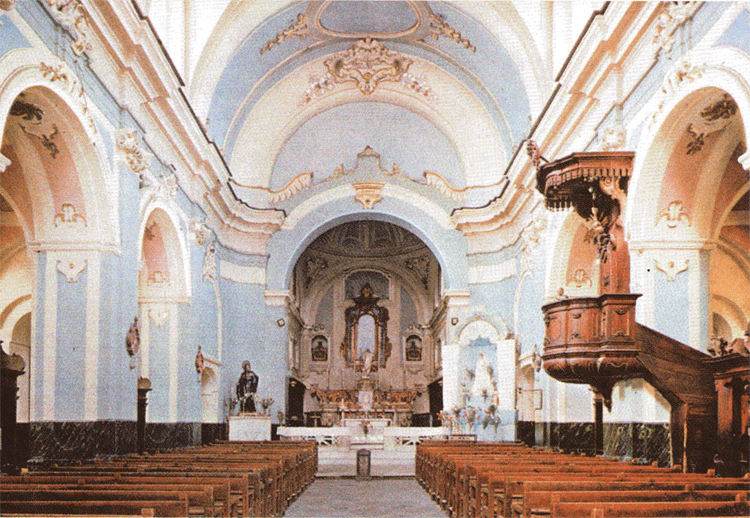
Interno anni sessanta
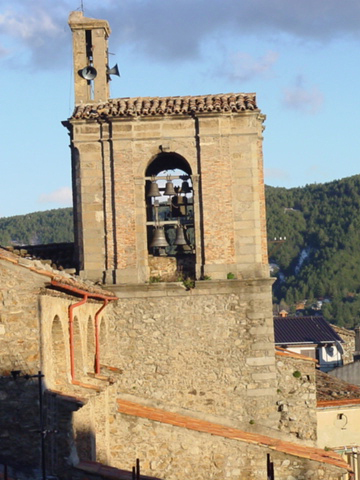
Campanile
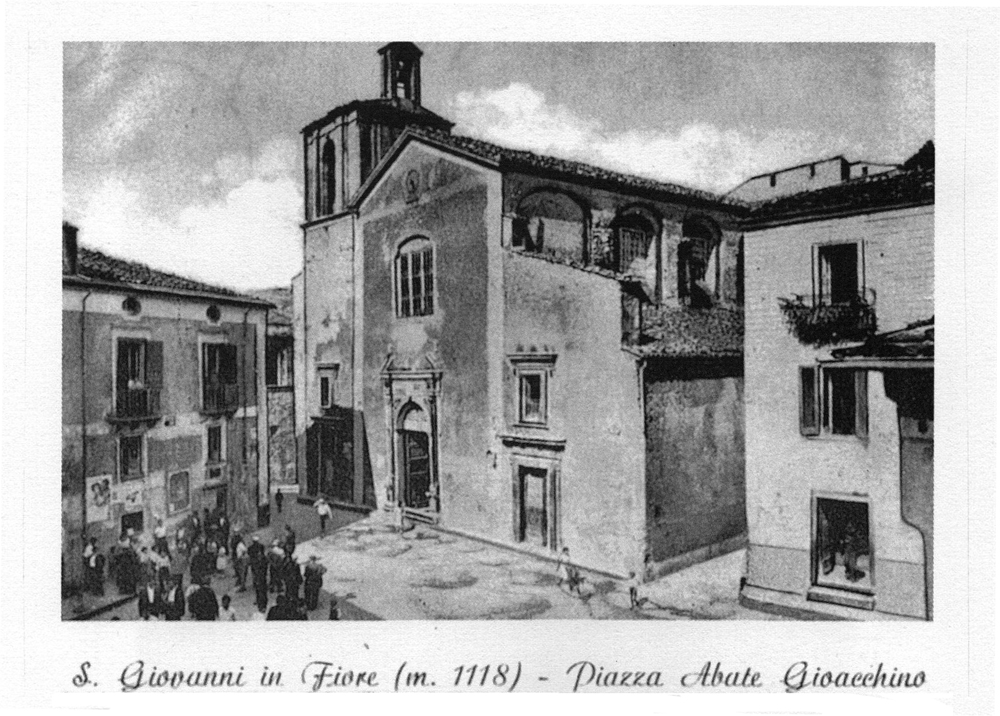
Cartolina anni venti
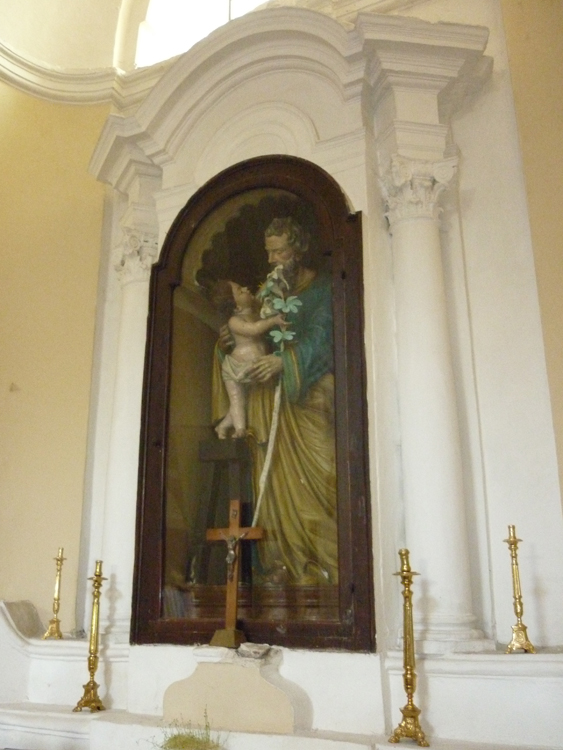
Statua di San Giuseppe
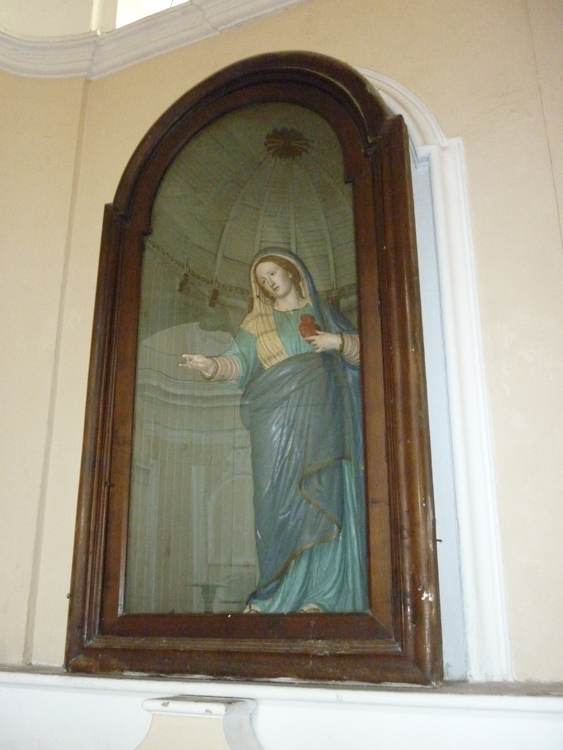
Statua dell'immacolata
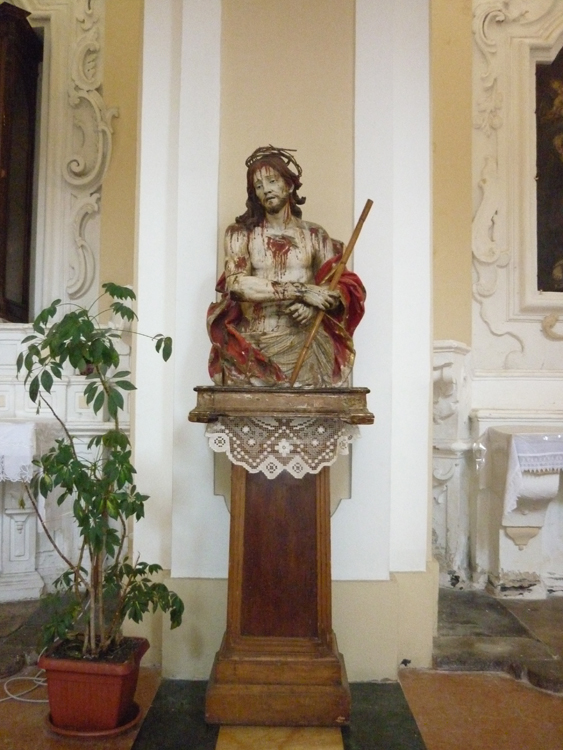
Busto ligneo dell'Ecce Homo
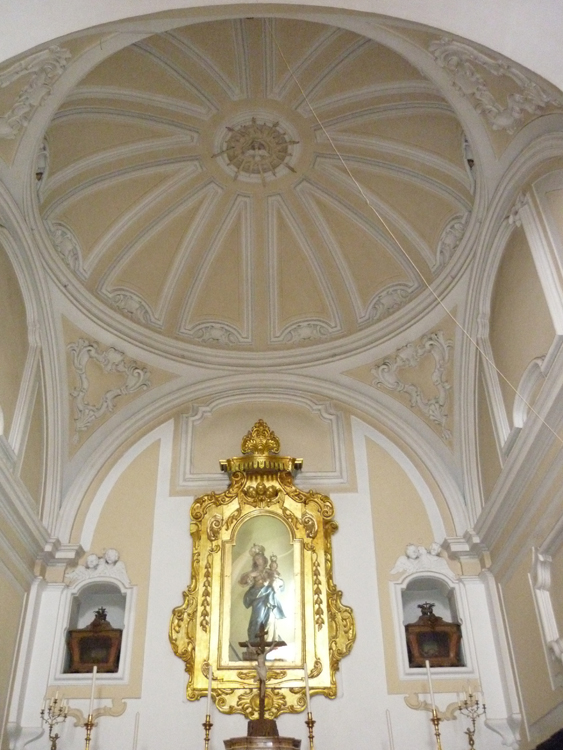
La cupola posta sopra l'altare